# ヤング・フランケンシュタイン
『ヤング・フランケンシュタイン』（原題: Young Frankenstein）は、1974年に製作されたアメリカ合衆国のコメディ映画。

## ストーリー
トランシルヴァニアのビューフォート・フランケンシュタインは、息子のヴィクターが怪物を造りだし家名を汚したことで遺産を息子ではなく曽孫に譲るという遺言書を遺した。その曾孫のフレデリック（ジーン・ワイルダー）はボルティモアの有名な脳外科医であり医大講師を勤めていた。なおフレデリックも祖先の行為を快く思っておらず、フランケンシュタインと呼ばれることを嫌っており、自身の名字は英語読みのフロンコンスティンであるとむきになって訂正する。
フランケンシュタイン家の使者がボルティモアへやって来て、フレデリックに曽祖父の遺言と家督を継がねばならないことを告げる。フレデリックにはエリザベス（マデリーン・カーン）という恋人がいるためボルティモアに留まりたかったが、説得されてトランシルヴァニアに行くことになった。トランシルヴァニアの屋敷でフレデリックは、祖父のヴィクターが死体を甦らせる実験をした時の記録を発見し、この実験を引き継ぐことを決心する。ついにはヴィクター同様、絞首刑となった死体を掘り返してきてモンスター（ピーター・ボイル）を造り上げてしまう。ところが、助手のアイゴール（マーティ・フェルドマン）が持ってきた脳は精神異常者の（原語は「Abby Normal's (A. B. Normal, abnormal)」）ものだった。
モンスターは屋敷を飛び出して彷徨い歩き、孤独な盲目の男（ジーン・ハックマン）の家に入り込んでしまう。盲目の男は相手がモンスターだとは判らずに親切にするが、モンスターはその家を飛び出す。一方、かつてヴィクターの恋人だった老家政婦ブルッハー（クロリス・リーチマン）からモンスターはバイオリンで弾く子守唄が好きであることを聞いたフレデリックは、バイオリンでモンスターをおびきだし実験室に閉じ込め、手なずけることに成功する。
フレデリックはモンスター創造の実験の成果を学界に発表するため、ある劇場に多数の学者たちを集めてミュージカルを発表する。発表は無事に終わったが、余興にタップダンスを踊らせていた時にライトがショートして放電したことに驚いたモンスターが暴れだした。モンスターは警官に捕らえられ留置場につながれたが、警官の首を絞めて脱走。フレデリックに会うためにトランシルヴァニアを訪れていたエリザベスを誘拐し、森の中に逃げ込む。

## キャスト
| 役名                                        | 俳優                   | 日本語吹替                                      | 日本語吹替                                                   |
| 役名                                        | 俳優                   | テレビ朝日版                                    | LD版                                                         |
| ------------------------------------------- | ---------------------- | ----------------------------------------------- | ------------------------------------------------------------ |
| フレデリック・フランケンシュタイン博士      | ジーン・ワイルダー     | 広川太一郎                                      | 羽佐間道夫                                                   |
| アイゴール                                  | マーティ・フェルドマン | 熊倉一雄                                        | 青野武                                                       |
| ケンプ警部                                  | ケネス・マース         | 大平透                                          | 内海賢二                                                     |
| インガ                                      | テリー・ガー           | 田島令子                                        | 藤田淑子                                                     |
| エリザベス                                  | マデリーン・カーン     | 荒砂ゆき                                        | 小宮和枝                                                     |
| ブルッハー （テレビ朝日版ではバニク・クー） | クロリス・リーチマン   | 北原文枝                                        | 京田尚子                                                     |
| モンスター                                  | ピーター・ボイル       | 飯塚昭三                                        | 飯塚昭三                                                     |
| 盲目の男                                    | ジーン・ハックマン     | 木村幌                                          | 千葉順二                                                     |
| 村の長老                                    | アーサー・マレット     |                                                 | 北村弘一                                                     |
| フォルクシュタイン                          | リチャード・ヘイデン   | 槐柳二                                          | 北村弘一                                                     |
| 医学生                                      | ダニー・ゴールドマン   | 西川幾雄                                        | 野島昭生                                                     |
| その他                                      |                        | 田村錦人 緑川稔 千葉耕市 桂玲子 沼波輝枝 西尾徳 | 藤本譲 石井敏郎 村松康雄 鳳芳野 広瀬正志 杉元直樹 田中美由紀 |
| 日本語版スタッフ                            |                        |                                                 |                                                              |
| 演出                                        | 演出                   | 左近允洋                                        | 伊達康将                                                     |
| 翻訳                                        | 翻訳                   | 篠原慎                                          | 佐藤一公                                                     |
| 効果                                        | 効果                   | PAG                                             | PAG                                                          |
| 調整                                        | 調整                   | 田中英行                                        | 田中英行                                                     |
| 制作                                        | 制作                   | グロービジョン                                  | 東北新社                                                     |
| 解説                                        | 解説                   | 淀川長治                                        |                                                              |
| 初回放送                                    | 初回放送               | 1979年12月30日 『日曜洋画劇場』                 |                                                              |

- 20世紀フォックス ホーム エンターテイメント ジャパンから2014年8月2日に発売されたHDリマスター版DVDとBlu-rayには、全ての吹替が収録されている。

## 賞歴
- 1974年 アカデミー賞
  - アカデミー脚色賞 ノミネート
  - アカデミー録音賞 ノミネート
- 1975年度 第3回サターン賞
  - ホラー映画賞受賞
  - 監督賞受賞 - メル・ブルックス
  - 助演男優賞受賞 - マーティ・フェルドマン
  - メイクアップ賞受賞
- 1975年 ヒューゴー賞
  - ヒューゴー賞映像部門受賞
- 1975年 ネビュラ賞
  - Best Dramatic Writing 受賞

## 元ネタ
- フランケンシュタイン
- フランケンシュタインの花嫁 - 盲目の男は『花嫁』からのパロディで、『花嫁』では唯一のモンスターの親友。本作のマデリーン・カーン演じるエリザベスの髪型は女版モンスターのパロディである。
- フランケンシュタインの復活 - 助手のアイゴールは本作のイゴールからの名前の引用。片腕が義手のケンプ警部は本作のクローグ警視のパロディ。『復活』では幼い頃にモンスターに片腕を引きちぎられて義手になった設定だが、本作では握手する際に義手を引っこ抜かれている。
- ノートルダムのせむし男 - イゴールの元ネタ。そもそもフランケンシュタインの助手がせむし男として登場するのは、『せむし男』のカジモドから派生したキャラが次第にオマージュ視されて作られたもの。

## ミュージカル
メル・ブルックスの作詞・作曲・脚本で、2007年にブロードウェイ・ミュージカル化された。演出・振付はスーザン・ストローマン。共同脚本はトーマス・ミーハン。
2007年10月11日からのプレビュー公演を経て、同年11月8日から2009年1月4日までフォックスウッズ・シアターで上演。トニー賞3部門ノミネート。

### オリジナル・キャスト
- フロンコンスティン博士：ロジャー・バート
- エリザベス：メーガン・ムラーリー
- アイゴール：クリストファー・フィッツジェラルド
- インガ：サットン・フォスター
- ヴリュッハー：アンドレア・マーティン
- モンスター：シュラー・ヘンズリー
- ケンプ警部：フレッド・アップルゲート

### 日本での公演
『ヤングフランケンシュタイン』のタイトルで、2017年8月1日ｰ9月3日（東京国際フォーラム）・7日ｰ10日（オリックス劇場）に日本版が上演。演出・日本語版脚本は福田雄一、主演は小栗旬で本作がミュージカル初主演となる。

#### キャスト（日本版）
- フレデリック：小栗旬
- インガ：瀧本美織
- ケンプ警部：ムロツヨシ
- アイゴール：賀来賢人
- ブリュッハー：保坂知寿
- モンスター：吉田メタル
- ヴィクター：宮川浩
- エリザベス：瀬奈じゅん

#### スタッフ（日本版）
- 作詞・作曲：メル・ブルックス
- 脚本：メル・ブルックス、トーマス・ミーハン
- 演出・上演台本：福田雄一

## その他
- 漫画家の長谷邦夫によるコミカライズ版が「月刊少年チャンピオン」1975年10号の「劇画ロードショー」枠で掲載された。